# Bristol Jaldén
Carl Bristol Jaldén, född 31 juli 1920 i Nyköping, död 4 april 2006 i Solna, var en svensk arkitekt.
Efter studentexamen 1939 utexaminerades Jaldén från Kungliga Tekniska högskolan 1944. Han anställdes hos arkitekt Bengt Romare 1944, Stockholms stads stadsplanekontor 1946 samt var stadsplanearkitekt hos byggnadsnämnden i Solna 1948–1967 och stadsarkitekt där 1968–1985. Jaldén är gravsatt i minneslunden på Solna kyrkogård.